# کارلتون اوگاوا
کارلتون اوگاوا (انگلیسی: Carlton Ogawa; ۲۹ اوت ۱۹۳۴ – ۱ سپتامبر ۲۰۰۶) ورزشکار اهل کانادا بود.